# آيت علي بن خزان آيت بن عيسى (الخزازنة آيت قسو)
آيت علي بن خزان آيت بن عيسى هو دُوَّار يقع بجماعة سيدي عبد الرزاق، إقليم الخميسات، جهة الرباط سلا القنيطرة في المملكة المغربية. ينتمي الدوّار لمشيخة الخزازنة آيت قسو التي تضم 6 دواوير. يقدر عدد سكانه بـ 845 نسمة حسب الإحصاء الرسمي للسكان والسكنى لسنة 2004.

## وصلات خارجية
- البوابة الوطنية للجماعات الترابية
- المندوبية السامية للتخطيط